# Sant Francesc rebent els estigmes (El Greco, etapa italiana)
Sant Francesc rebent els estigmes és un tema que El Greco va realitzar dues vegades durant la seva etapa italiana. Són dues de les primeres obres unànimement atribuïdes a aquest artista. La versió de Ginebra és considerada el primer exemplar d'una extensa sèrie que el mestre i el seu taller van dedicar a aquest Sant, posteriorment a Espanya.

## Versió de Ginebra
Tremp d'ou sobre tauler; 28,8 x 20,6 cm.; 1560 circa; Col·lecció privada, Ginebra.
Signat amb lletres majúscules gregues, a la part inferior esquerra: ΔΟΜHΝΙΚΟΣ ΘΕΟΤΟΚOΠΟYΛΟΣ EΠΟIΕΙ (DOMÉNIKOS THEOTOKÓPOULOS É'POÍEI) 
Catalogat per Harold Wethey amb el número 208 en el seu catàleg raonat d'obres d'El Greco.
Malgrat que les mides són pràcticament les mateixes, el paisatge i les figures són bastant diferents de les de l'altra versió. En aquesta taula es fa palesa la influència del dibuix de Ticià per al gravat en fusta de Niccolò Boldrini sobre aquest tema. Tant la figura del germà León com el paisatge en general, són gairebé iguals als de l'esmentat dibuix, tot i que invertits. Tant el Crucifix en el cel, com els raigs que d'ell surten vers Francesc d'Assís, gairebé no es distingeixen en l'actualitat.
Segons Josep Gudiol, la data d'execució és circa 1570. És una obra minuciosament treballada, que potser El Greco es va emportar a Espanya, ja que procedeix de Toledo malgrat ésser pintada a Itàlia. A l'escena hi ha un alè de fantasía, tot i el realisme de l'escena. La figura de Sant Francesc està representada amb més emoció dramàtica que no pas mística, i en aquesta taula El Greco demostra que ja savia pintar paisatges de forma correcta, alternant volums i zones buides per a donar la impressió de moviment i de llunyania progressiva.

### Procedència
- Pedro Salazar de Mendoza, Toledo.
- Nardiz, Bilbao.

- Ignacio Zuloaga, París.

## Versió de Nàpols
Tremp d'ou sobre tauler; 29 x 20 cm.; 1560 circa; Està en una institució religiosa a Nàpols.
Signat amb lletres majúscules gregues, a la part inferior esquerra, a la base de l'arbre: ΔΟΜHΝΙΚΟΣ ΘΕΟΤΟΚOΠΟYΛΟΣ EΠΟIΕΙ (DOMÉNIKOS THEOTOKÓPOULOS É'POÍEI). Segons Harold Wethey, la signatura és en lletres de mida extremadament petita.
Catalogat per Harold Wethey amb el número 209 en el seu catàleg raonat d'obres d'El Greco.
El fons rocós, l'hàbit religiós franciscà del Sant, així com la tonalitat dels núvols, produeixen un efecte general intensament gris. El celatge és blau fosc, amb algunes taques vermelles a la dreta. Un petit crucifix entre els núvols projecta febles raigs de llum vers Sant Francesc. Els arbres són de color marró, d'una execució que resulta una mica desagradable. En conjunt, aquesta taula resulta força inferior a la versió de Ginebra.

### Procedència
- Monsignor degli Oddi, Peruggia.
- Maria Antonieta Pagliara, Nàpols (fis l'any 1947)